# 江田由紀浩
江田 由紀浩（えだ ゆきひろ、1973年11月18日 - ）は、舞台演劇俳優であり、北海道を拠点とするローカルタレントである。

## 経歴
北海道枝幸郡中頓別町出身。北海道札幌市在住。血液型A型。色白。過去には劇団イナダ組、劇団SKグループに所属。退団まで、ほぼ全ての公演に参加。作・演出も手がけるが、2007年10月31日に劇団SKグループの、また2012年9月13日に劇団イナダ組の退団が発表された。
その後ELEVEN NINESに所属していたが、2019年9月26日に離れることを発表した。
北海道札幌手稲高等学校（3年3組/第16期卒）、北海学園大学卒（2浪）。同じ大学出身のTEAM NACSと親交が深く、TEAM NACS『WAR』、森崎博之が主宰する演劇ユニットモリプロ『改FEVER』に出演している。中でも戸次重幸とは高校時代の同級生であり、主宰する演劇ユニットロックメン『アルプス』等にも出演している。
ただし、TEAM NACSが結成された北海学園大学演劇研究会出身ではなく、演劇を始めたのは大学卒業後。大学入学後に戸次から演劇研究会に誘われたが入部しなかった。

## 人物
食事はほぼ1日1食で、全く食べない日もある。アルコール類は飲めず、甘いものが好き、コカコーラと綿菓子だけで生活していると言っても良い程であり、いつも体重は50kg前後である。
好きな花はアジサイ。20代の頃にボウリングにはまり、ハイスコア222を2回出しているのが密かな自慢。
少年時代からお笑い芸人に憧れていた。「演劇ユニットイレブン☆ナイン」の代表納谷真大とともにお笑いコンビ「エダーンとナヤーン」を結成、M-1グランプリ2009にも挑戦している。趣味の1つにカメラがあり、公演パンフやフライヤーの写真なども手がけている。2018年には自身の自動車事故をネタにしたTシャツ【事故T】をきっかけにアパレル業界に進出する。あくまで趣味のスーパー・エンターテインメント・ロックバンド・EDA SULLIVANS（エダサリバンズ）では、ボーカルを担当しており、全身が白い時はEddy White、その他の時はYUKIHIROCK、ユキヒロッ君と名のっている。
阪神タイガースとお笑い好き。氷室京介と北野武を敬愛する。愛読書はめぞん一刻。
また、新得町出身のYouTuberグループ『マナル隊』の動画でゲストとして出演。メンバーによくブチギレるのが特徴的で、『ブチギレシリーズ』にも度々登場した。

## 舞台出演作品
劇団イナダ組
- 1999年7月 『アルツハイパーJ』
- 1999年12月『ホットロード』
- 2000年5月 『絶叫2000〜蒼き狼』
- 2000年9月『カラビナ』
- 2001年6月 『ドナドナファミリープラン〜命の契約書』
- 2002年2月 『亀屋ミュージック劇場（ほおる）』
- 2002年9-10月『このくらいのLANGIT』
- 2003年3月 『アイドル03 恋のカムチャッカ半島』
- 2003年7月 『ライナス』
- 2004年4月 『アレカラノコト』
- 2004年11月『カメヤ演芸場物語』
- 2005年5月 『タンバリンマン』
- 2005年9月 『ロードツアー2005　THE END OF THE WORLD』
- 2006年9-10月『ロードツアー2006　キククスリ』
- 2006年11月『亀屋ミュージック劇場（ほおる）』
- 2007年4月 『第2柿沼特攻隊』
- 2007年9月 『ロードツアー2007　コバルトにいさん』
- 2008年6月 『Sui Site〜実態の無い透明な犬と彼女』
- 2008年12月『コバルトにいさん　東京公演』※「TOKYO GEKIDAN FES'08」参加作品
- 2009年3月 『コバルトにいさん　北九州公演』※「北九州演劇フェスティバル2009」参加作品
- 2009年4月 『コバルトにいさん　札幌公演』
- 2009年6月 『プーチンの落日』
- 2009年9-10月 『ロードツアー2009　水に油 糠と釘』
- 2009年10-11月 『コバルトにいさん　全国ツアー』
- 2010年3月 『HARU企画第4弾　放置』
- 2010年6月 『たくらん』
- 2010年11月『ミズにアブラ　ヌカとクギ　TEENSシアター　〜悩みを抱えた若者と親たちへ〜』
- 2011年2月 『第三柿沼特攻隊　東京公演』
- 2011年3月 『コバルトにいさん　美深・名寄公演』
- 2012年1月 『このくらいのLangit 再演』

- 2020年12月 『カメヤ演芸場物語　再演』（客演）
- 2021年1月 『春の黙示録』（客演）
- 2021年11月　カメヤ演芸場物語外伝『あいかた』（客演）

劇団SKグループ
- 2000年 『W！』『サンダアファイブ』
- 2001年 『F。』『G´』『バンバラビーム』
- 2002年 『A。』『I’』
- 2003年 『ビタミンシェイク』『MP足りない』『R』
- 2004年 『メキシカンTV』
- 2005年 『masterpiece』 『FAKE！』 『エキセントリックショートケーキ〜あますぎなくておいしい〜』
- 2006年 『再演A。』『B計画 〜ビー・プラン 彼の住む星〜』
- 2007年 『桜襲 さくらがさね』

ELEVEN NINES
- 2008年10月『サイレンとサイレント〜似て非なるモノ〜』
- 2011年3月 『死体とお肉とウンコの話』
- 2011年8月 教文演劇フェス 短編演劇祭『俺はジャッジャー！』※2年連続優勝
- 2011年11月『プラセボ/アレルギー』
- 2012年6月 『天国への会談』
- 2012年8月 教文演劇フェス 短編演劇祭『架空のイキモノ』※3年連続優勝
- 2012年12月『サクラダファミリー』
- 2013年2月 劇王X〜天下統一大会『失うモノを手に入れる』
- 2013年6月 ショートレパートリー『短いのん。』
- 2013年8月 教文演劇フェス 短編演劇祭『にせんえん』
- 2013年8月 『エンギデモナイ』再演
- 2014年3月 YAMASHITA SUMITO+59×イレブンナイン

『LaLaLand ララランド』
- 2014年5月  イレブンナインプレゼンツ dEBoo#1『12人の怒れる男』 ※全公演前売り完売
- 2014年8月  『あっちこっち佐藤さん』
- 2015年8月  イレブンナインプレゼンツ dEBoo#1『12人の怒れる男』再演（小島達子プロデュース、江田はプロデュース補） ※富良野公演含め動員3000人、全公演前売り完売
- 2015年11月  『どう、しよう、も、ない』再演
- 2016年3月 - 4月『分泌指南』(全8作、総合演出および一部脚本も担当)
- 2016年6月　co;dEBoo vol.1『れっとうのはて』
- 2016年8月　イレブンナインプレゼンツ dEBoo#2『そして誰もいなくなった』
- 2017年4月 『分泌指南2』（全8作、総合演出及び一部脚本も担当）
- 2017年8月 『あっちこっち佐藤さん』再演（ダブルキャスト）
- 2018年1月 『サクラダファミリー』再演
- 2018年8月  演劇シーズン2018夏レパートリー作品『12人の怒れる男』（変則ダブルキャスト）

その他出演
- 2002年4-5月 TEAM-NACS『WAR〜戦い続けた兵たちの誇り』
- 2003年5月 モリプロ『改FEVER〜眺め続けた展望の行方』
- 2003年1月 E-1グランプリ北海道予選
- 2003年3月 E-1グランプリ北海道決勝
- 2003年4月 E-1グランプリ全国決勝
- 2003年8月 E-1グランプリお披露目公演
- 2003年11月 よしもと空とぶイクラ
- 2004年1月 ハーゲンダッチュライブ
- 2004年1月 コントライブ「SKGの営業 Vol.1」
- 2004年3月 コントライブ「SKGの営業 Vol.2」
- 2004年7月 actor's unit ロックメン『アルプス』
- 2008年2-3月 北海道舞台塾 『正しい餃子の作り方』※作、演出補佐　兼務
- 2008年8月 AND 『もっともったいぶって』
- 2010年8月 苗穂聖ロイヤル歌劇団 6th 『夜明け前』
- 2010年11-12月 江田"J"智行 『LowLowLow』
- 2012年3月 じゃぱどら!!2人芝居『命を弄ぶ男ふたり』
- 2012年4月 J.P.G第2試合『おとなげないじかん！！』 ※作、演出　兼務
- 2012年11月 J.P.G第3試合　KANA-AMIデスマッチ

　　　　　『バカでしかない！！』 ※作、演出　兼務
- 2013年10月 空飛ぶ猫☆魂＃2 『ミエナイ家族のハロー・マイ・ゴースト』 ※札幌公演ゲスト
- 2014年8月 苗穂聖ロイヤル歌劇団 7th『夜明け前』再演
- 2016年10月 コンカリーニョ満10歳記念yearプロデュース演劇公演　第2弾『親の顔が見たい』大人チーム
- 2019年4月 総合芸術ユニットえん 第5回公演『ヒネミ』  ※演出補　兼務
- 2019年7月 男芝居フェスin札幌　イレブンナイン（170以下）『どうとでもなる』 ※観客賞受賞
- 2020年8月　本多劇場グループnext「DISTANCE-TOUR」札幌公演『はなれても、はなれても』
- 2021年7月　KOYAMA SONIC 2021 札幌公演『FORTY LOVE』
- 2024年7月 札幌ハムプロジェクト『カラクリヌード』[2]

## その他関係舞台作品
劇団イナダ組
- 1998年7月 『改編サンチョパンサのバカ』 ※舞台監督、音響
- 2009年2月 HARU企画VOL:3『放出』 ア・イ・ツ／If I am・・・／F.C. 3 vs 1　※作、演出

※ 演出にイナダ組内外の4名、イナダ、江田由紀浩、納谷真大（11☆9）、山田マサル（AND）を迎えて送るオムニバス公演である。
- 2010年 HARU企画VOL:4『放置』INNOCENT SKY／BOY'S LIFE　※作、演出

劇団SKグループ
- 2003年11月 『R』 ※プロデュース、出演
- 2006年8月 『ナチュラルスイーツ〜ビッグMAMAブルース〜』 ※声のお兄さん

劇団ゴールデンキラーズ×納谷真大×劇団イナダ組 『イナダ祭り』
- 2007年2月 白チーム『うさぎちゃん頑張ったね！』 ※作、演出
赤チーム『慌テズニ急イデ』 ※飛び入り出演
青チーム『西荻キャンディーガールの女』 ※飛び入り出演

劇団イナダ組　プレゼンツ
- 2008年1月 『NO-FUN〜seven men's battleroyale〜』 ※作、演出補佐

※ NO-FUNとは、1995年に、森崎博之、戸次重幸、大泉洋、音尾琢真（TEAM NACS）、清水友陽（WATER33-39）、川井"J"竜輔（劇団イナダ組）の6名が演じた芝居の再演であるが、今作は、劇団イナダ組の若手男優3名、ゴールデンキラーズの若手男優4名の前作より1名多い7名で演じる。
LONELY ACTOR PROJECT vol.8
- 2008年　野村大（劇団イナダ組）の一人芝居を演出

演劇ユニット イナダDX
- 2008年9月 『キカヌクスリ』 ※飛び入り出演

北海道舞台塾
- 2009年1.2月 『ぐるぐる地獄』※演出補佐

AND
- 2009年10月 『観念してくらさい』※アドバイザー、2日公演の1日のみ出演

平成21年度　北海道舞台塾　北の元気舞台　地域交流公演
士別サンライズホール自主企画委員会
体験版　芝居で遊びましょ♪　第7回作品
- 2010年3月 『ビビアンにあいたい』※演出補佐

PaingSoe＜パインソー＞
- 2011年7月 『かせつ×くつがえす試練、10と54乗』※脚本

ELEVENNINE presents ギャルソンモンケ
- 2016年11月 『乙女の祈り』※演出

※サンピアザ劇場 第五回 神谷演劇賞 奨励賞受賞
KOYAMA SONIC
- 2016年12月 ※MV制作

- 2018年12月 ※MV制作

劇団西高演劇部(仮)
- 2009年　『いろいろ』※脚本演出
- 2010年　『それぞれ』※脚本演出

士別市立朝日中学校学校祭
- 2010年　『レイメイの天空(そら)』※脚本

## ラジオ
AIR'-G（FM80.4 MHz）の『La Vita Vivace』（月〜木曜14時-16時50分、2003年10月2日〜) では、始まった当初に飯野智行（CREATIVE OFFICE CUE）、箕輪直人（ワクチン）、雨夜秀興（ワクチン）、などとレポーターをしていたこともある。
ラジオカロスサッポロ（FM78.1 MHz）の『SKGのラジオセンチメンタル』（毎週月曜22時）に、前番組『ラジヲZ』に引き続き、劇団SKグループの団長 すがの公や他メンバーと出演したが、2007年10月29日の放送をもって終了した。面白トークの一部をCDにし、SKG公演で発売したこともある。
ラジオカロスサッポロ（FM78.1 MHz）の『江田noファンクラブ』（毎週金曜23時30分〜12時、2008年1月〜）に、フリーライターの児玉源太郎 (ラジオパーソナリティー)、後にPropan Movie高野資也と出演。『江田noファンクラブ推進委員会』というブログからネット発信もされている。番組ではリスナーに親しみを込めて「ドリアン」と呼びかけ、面白いメッセージには「エダゼル」という“白い妖精の化身”（実体は謎に包まれているが、もらった人には必ず幸福をもたらすもの）を贈呈している。当初からの企画「世界地図を塗りつぶせ」では、全世界からメールを受け付けし、白地図の都道府県名（北海道内は市町村名、札幌市は区の名前）を少しずつ塗りつぶしているが、近場であるはずの札幌市清田区が塗られる気配がいまだない。
2012年4月8日からはHBCラジオ（AM1287kHz）で『真夜中のあすぴりん』 （毎週日曜日　25時20分〜25時30分）、2013年11月4日から同じくHBCラジオ（AM1287kHz）で『いんすたんとどらま9(ナイン) 〜 夕暮れのあすぴりん』（毎週月曜17:10〜17：199)に納谷真大と出演。『夕暮れの…』ではミニドラマの脚本も担当している（2014年5月26日終了）。
2015年10月2日からはHBCラジオ（AM1287kHz）で『一斉送信：宅飲みするよ！』 （毎週金曜日　22時30分〜24時00分）がスタート。フリーパーソナリティーの小野春奈とともに、90分の生放送を担当する（2017年3月末終了）。

## テレビ
HBCで1999年4月から2002年9月の毎週月曜深夜（24:55〜25:25）に放送されていた『天然者』（2002年4月に『天然者R』と改名）という番組の企画に「佐藤重幸の大親友」ということで数々参加。
バンジージャンプや土方歳三コンテスト参加など色々なことをさせられ、挙句の果てには、佐藤重幸と「えだまめ」というユニットを組み「ハハオヤ」というCDも出し、ライブもさせられた。CDは視聴者プレゼントされたが、恥ずかしい過去らしい。この頃は、肩までの長髪で金髪であった。
※ 天然者とは、佐藤重幸（TEAM-NACS）、川井"J"竜輔（元 劇団イナダ組）、清水友陽（WATER33-39）が体当たりで様々な企画に挑むという深夜番組である。小島達子（劇団イナダ組）や赤坂嘉謙（ff男盛りレコーズ）なども企画に参加させられていた。
HBCで2007年10月27日の土曜（14:00〜14:54）に放送された、清水友陽 脚本の「風子の手紙」に北島三郎という同じ名を持つ男たちの1人、ねぶた師の北さん（矢沢永吉に憧れる元バンドマン）という役で出演。
バンドの回想シーンには、Eda Sullivansがオシマーズとして登場。観客エキストラとしてファンを集め、いつものライブハウス　Vinnie's BAR（ヴィニーズ・バー）を青森のライブハウスにみたて、2007年10月10日の水曜にロケが行われた。
※ 函館・青森を舞台に、3人の男と謎の女の間で繰り広げられる 幻想的なファンタジー純愛ドラマ。他に出演は、黒岩孝康（札幌スーパーギャグメッセンジャーズ）、岩田雄二（ff男盛りレコーズ）、杉吉結（富良野塾出身）、岩尾亮（ff男盛りレコーズ）など。なお、オシマーズの由来は、渡島出身バンドだから。
STVで2008年10月6日〜10日、13日〜17日の情報番組「どさんこワイド180」内で午後4時過ぎから放送された、連続ミニドラマ「桃山おにぎり店」の第5話（10日放送）に主人公の父 桃山健吾が受診した病院の患者で健康情報に妙に詳しい河原崎という役で出演。
※ 札幌市内にある小さなおにぎり店「桃山おにぎり店」が、テレビ番組で紹介されることになった、そこから始まる家族の物語。「俺は継がない！ 絶対に継がない！」テレビに出たことで動き出した家族のジタバタ。1つの話はおよそ15分の全10話、全部あわせると2時間半もの大作。情報番組内での連続ドラマの放送は、「どさんこワイド180」が、全国に先駆けて行ったチャレンジである。視聴者の皆さんと一緒になって正真正銘ぞっこん北海道なドラマを作ろうと番組内で出演者オーディションを開催、応募者513名、撮影中のボランティアエキストラは136名にもなった。
HTBで2012年7月5日〜9月27日まで、深夜開拓魂第8弾として全10回にわたり放送された『実録？！』にイレブン☆ナインのメンバーと共に出演。「ドキュメンタリーを装ったフィクション」として、深夜帯・北海道ローカルにも関わらずTwitterをはじめとするSNSなどで広く物議を醸した。また「実録？！スペシャル」として、2012年8月に行われた教文演劇フェス・短編演劇祭への参加作品『架空のイキモノ』の劇場収録版をノーカットで放送。その前々回の放送では舞台『架空のイキモノ』のTV版を放送するなど、演劇とテレビのコラボレーションを図り話題を呼んだ。また、同番組は2012年10月19日よりHTB onデマンドにて配信され、現在全世界で視聴可能となっている。さらに2013年6月からはTVKにて再放送され、首都圏での視聴が可能となった。
NHK『青山ワンセグ開発』の「yukkyの5分でわかる世界名作小説」にてイレブンナインメンバーとともに声の出演。
2013年6月7日から4週にわたって放送され、同月の対戦相手である「ドンマイしげるさん」（声の出演：片桐仁）を視聴者投票により破りファイナルへ進出、そこでも人気俳優・ムロツヨシを出演者に配する「ぐいぐいゾンビ」を破り、見事レギュラー枠を獲得した。2013年10月からは全10回にわたるレギュラー放送にて、声の出演のみならず脚本も担当。中でも宮沢賢治の名作「注文の多い料理店」を原作とした回では、脚本・アニメーション・声などの様々な要素が相乗効果を生み、その斬新なアレンジに、放送時にはネットを中心に大きな話題を呼んだ。
2015年10月からはHTB『平岸我楽多団』内の様々な企画に脚本・出演にて参加。同番組はHTB 北海道オンデマンドやニコ動HTB公式チャンネルにて無料配信されているため、道内外で話題を呼び、中でも番組の最後に流れた江田作・出演のコントの虜になる視聴者が多く見られた。その後、2017年9月をもって番組は終了（実質放送は6月までで、7〜9月は傑作選を放送）、10月からは番組名を変えてリニューアルされることが発表された。6月の本放送最終回にはリニューアル後の番組名を賭けてすすきのの街でかくれんぼをするという企画を生放送。最後まで逃げきった江田提案の『寝落ちちゃん』と、同じく逃げきった出演者・ちゅらさん提案の『夜のお楽しみ』を合わせた『夜のお楽しみ寝落ちちゃん』が番組名に決定した。
2017年10月から放送開始した『夜のお楽しみ寝落ちちゃん』にもほぼレギュラー出演。札幌ドームを貸し切って行われた第一回目放送の企画『全日本寝落ち選手権』には実の母も応援に駆けつけた。2019年にはHTB『チャンネルはそのまま!』に下井役で出演。

## 短編映画
- 2004年　MAXCOREROOM 土江昌輔 脚本・監督作品「開廷！恋愛裁判所」に出演。
- 2007年　札幌にある劇団ANDの脚本・演出・役者である亀井　健　脚本の短編映画に出演。ファンに公開を待たれている。
- 2009年　蓑輪俊介監督作品『waiting for...』に出演。
- 2010年　蓑輪俊介監督作品『び　じょ』に出演。第5回札幌国際短編映画祭にて最優秀北海道作品賞を受賞。
- 2010年　蓑輪俊介監督作品『100番目の依頼』に出演。
- 2013年　高橋研太監督作品『true flower』に出演。3月21日「Tribute To -ISHIKARI-」にて公開。
- 2014年　高野資也監督作品『縛刃 不動仁義』に出演。
- 2014年　細野牧郎監督作品『花』に出演。
- 2014年　佐藤洋監督作品『modify』に出演。
- 2014年　小山赤理監督作品『他愛ないはなし、したい。』に出演。
- 2015年　高橋研太監督作品『えんえん　其の壱』に出演。
- 2016年　高橋研太監督作品『えんえん　其の弐』に出演。

※制作に際し、クラウドファンディング「ACT NOW」にて当初の目標金額である60万円を大きく上回る1,310,000円の支援金額を達成し、札幌でのプレミア上映会をはじめ、東京・福岡での上映会開催に至る。

## MV
- 2013年　井雲真理『エール』
- 2014年　1-KYU『TSU-BO-MI』

## CM
- 北海道科学大学（TVCM ナレーション）
- ジェームス（TVCM）
- 武蔵コーポレーション（TVCM）
- YOSHIMI「Oh!焼とうきび」（TVCM）
- JA共済（建更むてき TVCM アニメアフレコ）
- HBCラジオ「父の日にradicoをプレゼントしよう」（ラジオCM）
- 北洋銀行アルカ（TVCM）
- パチンコ＆スロットビクトリア（TVCM 声の出演）
- AIR DO（ラジオCM）

ほか

## EDA SULLIVANS
EDA SULLIVANS(エダサリバンズ)は、格好良く言えばスーパー・エンターテインメント・ロックバンドだが、いわゆるコミックバンドで、オリジナル曲はあるが、替え歌や、夜もヒッパレのように時季にあった好きな歌メドレーなどもしている。CD、Tシャツ、ポスター、バッジ、ポストカード、ステッカーなどもライブ会場で販売しており、公式HPにて、CDとTシャツ、カレンダー2008の通販も開始された。
他のメンバーは
- Naoking White (名誉Guitar)　－　n-fotoというフォト・スタジオを率いるカメラマン。バンドのリーダー、只今、育児休暇中。
- DustinHOMOman (Guitar)　－　劇団RUSH!!主宰・脚本・演出・出演もこなす。
- Meglliadiamond (Sax&Chorus)　－　オフィスティンブル所属の役者。
- Jewelry Yuki (Trb&Chorus)　－　劇団RUSH!!の役者。
- Chiharu NO.1 (Drum)　－　美女だが、どの男よりも男前なワイルド・ドラマー。
- Tommy-P (Bass)　－　札幌一"Huge"なベーシスト。あだ名は、プロデューサー。
- Kyoko White (Trp&Chorus)　－　只今、休暇中。

※　Chorusの3名は、ホワイト　エディーズと呼ばれている。

## ヨDA SULLIVANS
EDA SULLIVANS(エダサリバンズ)の、メンバーが揃わない時に、ヨDA SULLIVANS(ヨダサリバンズ)としてライブを行うこともある。
- ノノ (HELP Bass)　－　劇団RUSH!!の役者